# Gabriele Kohlisch
Gabriele „Gabi” Kohlisch (ur. 7 grudnia 1963 w Karl-Marx-Stadt) – niemiecka saneczkarka i bobsleistka, mistrzyni świata w obu konkurencjach.

## Kariera saneczkarki
W saneczkarstwie startowała do 1997 roku. Na igrzyskach olimpijskich wystąpiła dwukrotnie, za każdym razem zajmując szóstą pozycję. Na mistrzostwach świata zdobyła dziesięć medali z czego aż sześć złotych. W 1990 oraz 1995 zdobywała złoto zarówno w jedynkach jak i drużynie mieszanej, w 1991 i 1993 triumfowała w drużynie. Na swoim koncie ma również cztery medale srebrne. Trzy z nich zdobyła w jedynkach (w 1987, 1991 i 1993), a jeden w drużynie (w 1996). Na mistrzostwach Europy wywalczyła trzy medale. W 1994 zdobyła srebro w drużynie i brąz w jedynkach, a dwa lata później została wicemistrzynią Europy w jedynkach. W Pucharze Świata siedmiokrotnie zajmowała miejsce na podium klasyfikacji generalnej, zdobywając Kryształową Kulę w sezonie 1993/1994.

## Kariera bobsleistki
W bobslejach startowała od roku 1998 występując w dwójce kobiet. Największy sukces odniosła w debiutanckim występie na mistrzostwach świata w Winterbergu w 2000 roku, zdobywając w parze z Kathleen Hering złoty medal.

## Osiągnięcia

### Saneczkarstwo na igrzyskach olimpijskich
| Rok  | Miejsce     | Jedynki |
| ---- | ----------- | ------- |
| 1992 | Albertville | 6.      |
| 1994 | Lillehammer | 6.      |

### Puchar Świata w saneczkarstwie

#### Miejsca na podium w klasyfikacji generalnej
| Sezon     | Miejsce |
| --------- | ------- |
| 1986/1987 | =3.     |
| 1987/1988 | 3.      |
| 1990/1991 | 3.      |
| 1991/1992 | =3.     |
| 1993/1994 | 1.      |
| 1994/1995 | 2.      |
| 1995/1996 | 3.      |